# Surkovo
Surkovo - Сурково (rus) - és un poble de l'óblast de Bélgorod, a Rússia. El 2016 tenia 727 habitants. Pertany al districte (raion) de Xebékino.